# جون ألين محمد
جون ألين محمد (بالإنجليزية: John Allen Muhammad) (31 ديسمبر 1960 في باتون روج، لويزيانا، الولايات المتحدة - 10 نوفمبر 2009 في مركز غرينزفيل الإصلاحي، غرينزفيل، فرجينيا، الولايات المتحدة) قاتل مدان أمريكي. قام هو مع شريكه البالغ من العمر 17 عاما لي بويد مالفو بتنفيذ هجمات قنص في واشنطن العاصمة في أكتوبر 2002 مما أسفر عن مقتل 17 شخصا. تم القبض على محمد ومالفو لصلتهما بالهجمات التي وقعت يوم 24 أكتوبر من عام 2002 عقب نصائح من المواطنين بأن يكونوا في حالة تأهب. على الرغم من أن إجراءات الثنائي تم تصنيفها من قبل وسائل الإعلام على أنها اعتلال نفسي يعزى إلى خصائص القاتل التسلسلي سواء أكانت اعتلالهم النفسي تفي بهذا التصنيف أم أنه قاتل فترة حسب الباحثون.
ولد محمد باسم جون ألين ويليامز (بالإنجليزية: John Allen Williams). انضم إلى حركة أمة الإسلام في عام 1987 ثم غير لقبه إلى محمد. في محاكمة محمد ادعى المدعي العام أن الهياج كان جزءا من مؤامرة لقتل زوجته السابقة واستعادة حضانة أطفاله لكن القاضي قضى بعدم وجود أدلة كافية لدعم هذه الحجة.
بدأت محاكمته في إحدى جرائم القتل (التي ارتكبها دين هارولد مايرز في مقاطعة برينس ويليام في فيرجينيا) في أكتوبر 2003 وفي الشهر التالي أدين بارتكاب جريمة القتل العمد. بعد أربعة أشهر حكم عليه بالإعدام. في انتظار تنفيذه عقوبة الإعدام في ولاية فرجينيا في أغسطس 2005 تم تسليمه إلى ميريلاند لمواجهة بعض التهم الموجهة إليه والتي أدين فيها بست تهم تتعلق بالقتل من الدرجة الأولى في 30 مايو 2006.
لدى الانتهاء من محاكمته في ماريلاند أعيد محمد إلى فيرجينيا في انتظار التوصل إلى اتفاق على إعدامه مع ولاية أخرى أو مقاطعة كولومبيا التي تسعى لمحاكمته. لم يحاكم على اتهامات إضافية في محاكم أخرى في ولاية فرجينيا وواجه محاكمات محتملة في ثلاث ولايات أخرى ومقاطعة كولومبيا شملت حالات وفاة أخرى وإصابات خطيرة. تم تقديم جميع الاستئنافات من إدانته لقتل دين هارولد مايرز ورفضت. لا تزال دعاوى استئناف محاكمات محمد في انتظار إعدامه.
أعدم محمد بحقنة قاتلة في 10 نوفمبر 2009 عند الساعة 9:06 مساء بتوقيت شرق الولايات المتحدة في مركز غرينزفيل الإصلاحي بالقرب من جارات بولاية فرجينيا وأعلن عن مقتله في الساعة 9:11 مساء بتوقيت شرق الولايات المتحدة. رفض محمد الإدلاء ببيان نهائي.

## النشأة
ولد جون ألين ويليامز في باتون روج بولاية لويزيانا إلى إرنست وإيفا ويليامز وانتقل هو وأسرته إلى نيو أورلينز عندما تم تشخيص والدته بسرطان الثدي حيث توفيت عندما كان عمره ثلاث سنوات. بعد وفاة والدته غادر والده المنزل. قام بتربية ويليامز جده وعمته. في عام 1987 انضم إلى حركة أمة الإسلام وغير اسمه في عام 2001.
باعتباره عضوا في حركة أمة الإسلام ساعد محمد في توفير الأمن لمسيرة مليون رجل في شهر مارس في عام 1995. أعلن زعيم حركة الأمة الإسلام لويس فرخان محمد بأنه ينئى بنفسه ومنظمته عن جرائم محمد.
اختطف محمد أولاده وأحضرهم إلى أنتيغوا في عام 1999 على ما يبدو كان منخرط في تزوير بطاقات الائتمان واستمارات الهجرة. كان خلال هذه الفترة أصبح على صلة وثيقة مع لي بويد مالفو الذي تصرف في وقت لاحق كشريك له في عمليات القتل. غير وليامز اسمه إلى جون ألين محمد في أكتوبر 2001. بعد اعتقاله ادعت السلطات أيضا أن محمد اعترف بأنه معجب ونمذجة نفسه بأسامة بن لادن زعيم تنظيم القاعدة ووافق على أحداث 11 سبتمبر 2001. شهد مالفو أن محمد قد قام بتلقينه في الاعتقاد بأن عائدات محاولة الابتزاز ستستخدم لإقامة «معسكر في كندا حيث سيتم تدريب الأطفال المشردين كإرهابيين».
محمد طلق مرتين حيث حصلت زوجته السابقة الثانية ميلدريد محمد على أمر حماية. ألقي القبض على محمد بتهم اتحادية بانتهاك أمر التقييد بحيازة سلاح. بموجب القانون الاتحادي يحظر على أوامر الحماية شراء أو حيازة أسلحة وفقا لتعديل لوتنبرغ لقانون مراقبة الأسلحة لعام 1968.
قال محامو الدفاع في محاكمة مالفو والمدعون العامون في محاكمة محمد إن الهدف النهائي من قتل قناص بلتواي هو قتل ميلدريد من أجل استعادة حضانة أولاده الثلاثة.

## الخدمة العسكرية
في أغسطس 1978 جند محمد في حرس لويزيانا الوطني في باتون روج كمهندس قتال. نقل محمد إلى الجيش النظامي في 6 نوفمبر 1985 وكانت جولة محمد الأولى مع كتيبة المهندسين الخامسة عشرة في فورت لويس في عام 1985. في عام 1991 خدم في حرب الخليج الثانية مع شركة تفكيك الصواريخ الكيماوية الحربية العراقية. في عام 1992 كان في فورت أورد بولاية كاليفورنيا مع كتيبة المهندسين الثالثة عشر وفي عام 1993 مرة أخرى في فورت لويس مع كتيبة المهندسين الرابعة عشر.
بينما كان في الجيش الأمريكي تم تدريب محمد كميكانيكي وسائق شاحنة وعامل معادن متخصص. تم تأهيله مع بندقية إم 16 القياسية وكسب شارة خبير ريفلمان. هذا التصنيف هو الأعلى في الجيش من ثلاثة مستويات من رماية البندقية الأساسية لجندي.
خدم محمد في وحدة مهندسة خلال حرب الخليج الثانية عام 1991. حصل محمد على وسام جنوب غرب آسيا ووسام التحرير الكويتية من السعودية ووسام التحرير الكويتي من الكويت وتم إخراجه من الجيش في 24 أبريل 1994 بعد 17 عاما من الخدمة برتبة رقيب. حصل محمد على الجوائز التالية في خدمته في الجيش: وسام الخدمة العسكرية ووسام الدفاع الوطني وشريط ما وراء البحار وضباط الصف وشريط التطوير المهني ووسام إنجاز الجيش.

## هجمات قناص بلتواي
تولت الشرطة زمام المبادرة حيث ترك محمد أو مالفو مذكرة في إحدى حوادث إطلاق النار ليقول للشرطة أن تحقق في متجر لبيع الخمور تعرض لجريمة السرقة في مونتغومري في ولاية ألاباما. وجد المحققون الذين حضروا إلى مسرح الجريمة أن أحد المشتبه فيهم أسقط بصماته على مجلة وتم التعرف على هؤلاء في وقت لاحق على أنهم ينتمون إلى مهاجر جامايكي يبلغ من العمر 17 عاما اسمه لي بويد مالفو وكانت مطبوعاته محفوظة لدى المعهد الوطني للإحصاء. كان من المعروف أن مالفو يرتبط مع محمد. عاشا معا في تاكوما في ولاية واشنطن لمدة عام تقريبا حيث استخدم مالفو الاسم المستعار جون لي مالفو.
أدى التعرف على هوية محمد إلى اكتشاف أنه كان قد اشترى سيارة شرطة سابقة وهي سيارة شفروليه كابريس زرقاء في نيوجيرسي في 11 سبتمبر 2002. أظهرت عملية بث للجمهور على تلك السيارة اعتقالهم عندما تم رصدها واقفة في الطريق السريع 70 أثناء توقفها في ميرسفيل خارج فريدريك في ولاية ماريلند.

## القضية الجنائية
تم القبض على محمد في ماريلاند حيث وقعت معظم الهجمات والقتل. على الرغم من أن ماريلاند سعت إلى تقديمه للمحاكمة فقد أعاد نائب عام الولايات المتحدة جون آشكروفت إعادة تعيين القضية من المدعي العام في ميريلاند الديمقراطي دوغ غانسلر إلى المدعي العام للجمهورية في ولاية فرجينيا جيري و. كيلغور. كان كيلغور يخطط للترشح إلى منصب الحاكم.
اعتبرت ولاية فيرجينيا الولاية الأكثر احتمالا لتقديم حكم بالإعدام وهو ما أكدته أحكام فرجينيا وماريلاند كما سمحت ولاية فيرجينيا بالإعدام على الأحداث.
في أكتوبر 2003 في أثناء محاكمة محمد لقتل دين مايرز في محطة خدمة مقاطعة برينس ويليام بالقرب من مدينة ماناساس. نقلت المحاكمة من مقاطعة برينس ويليام إلى فرجينيا بيتش على بعد 200 ميل. منح محمد الحق في تمثيل نفسه في دفاعه ورفض محاميه على الرغم من أنه عاد فورا إلى وجود تمثيل قانوني بعد حجته الافتتاحية. اتهم بالقتل والإرهاب والتآمر والاستخدام غير المشروع للسلاح الناري وواجه عقوبة الإعدام المحتملة. قال المدعون أن إطلاق النار كان جزءا من مؤامرة لابتزاز 10 ملايين دولار من الحكومات المحلية وحكومات الولايات. قال الادعاء أنهم سيقدمون القضية لستة عشر عملية اطلاق نار يدعى أن محمد قام بها. صدرت تهمة الإرهاب ضد محمد من قبل أعضاء النيابة العامة بإثبات أنه ارتكب حادثين على الأقل خلال ثلاث سنوات.
استدعى الادعاء أكثر من 130 شاهدا وقدم أكثر من 400 قطعة من الأدلة تهدف إلى إثبات أن محمد ارتكب جرائم القتل وأمر مالفو بالمساعدة في تنفيذها. شملت الأدلة بندقية وجدت في سيارة محمد التي كانت بها بالستيات مرتبطة ليس فقط في ثمانية من أصل عشر عمليات قتل في منطقة واشنطن ولكن أيضا إلى اثنين آخرين في لويزيانا وألاباما. السيارة نفسها التي تم تعديلها بحيث يستطيع القناص أن يتبادل إطلاق النار من داخل الجذع. جهاز كمبيوتر محمول وجدت أيضا في السيارة يحتوي على خرائط مع رموز لتحديد مشاهد إطلاق النار. كانت هناك أيضا روايات شهود تفيد بأن محمد عبر الشارع من إطلاق نار واحد وسيارته بالقرب من مسرح عدة أشخاص آخرين. كان هناك أيضا مكالمة هاتفية مسجلة لخط الشرطة الساخن لرجل يعتقد أنه تعرف على محمد وطالب بالمال في مقابل وقف إطلاق النار.
طلب دفاع محمد من المحكمة إسقاط تهم القتل العمد بسبب عدم وجود أدلة مباشرة. كانت بصمات مالفو على بصمة بوشماستر التي عثر عليها في سيارة محمد كما اكتشفت مادة وراثية من محمد نفسه على بندقية ولكن الدفاع ادعى أن محمد لا يمكن أن يعدم في إطار قانون فرجينيا «قانون الزناد» إلا إذا سحب فعلا الزناد لقتل مايرز ولم يشهد أحد أنهم رأوه يفعل ذلك.
في 17 نوفمبر 2003 حكمت المحكمة في حكم لجنة المحلفين في ولاية فرجينيا بتثبيت التهم الأربعة جميعا في لائحة الاتهام الموجهة إليه: قتل عمد بإطلاق النار على دين مايرز وهي تهمة ثانية للقتل العمد بموجب قانون مكافحة الإرهاب في ولاية فرجينيا عن القتل المرتكب بقصد إرهاب الحكومة أو عامة الجمهور والتآمر لارتكاب جريمة قتل والاستخدام غير المشروع لسلاح ناري. أثناء إصدار عقوبة أوصت هيئة المحلفين بعد خمس ساعات من المداولة على مدى يومين بالإجماع على أن يحكم على محمد بالإعدام. في 9 مارس 2004 وافق قاض في فيرجينيا على توصية لجنة المحلفين وحكم على جون ألين محمد بالإعدام.
في 22 أبريل 2005 أكدت المحكمة العليا في فيرجينيا عقوبة الإعدام وذكرت أنه يمكن الحكم على محمد بالإعدام لأن القتل كان جزءا من عمل إرهابي. رفضت المحكمة أيضا حجة من محامي الدفاع بأنه لا يمكن الحكم عليه بالإعدام لأنه لم يكن القائد في عمليات القتل. قال قاضي المحكمة العليا في ولاية فرجينيا دونالد و. ليمونز في ذلك الوقت: «مع الحساب والتخطيط الشامل والإصرار والتجاهل الذي لا يرحم للحياة فقد نفذ محمد مخططه الإرهابي القاسي».
في مايو 2005 توصلت ميريلاند وفرجينيا إلى اتفاق للسماح بتسليمه لمواجهة تهم ميريلاند لكن محمد كان يقاتل العمل بشكل قانوني. كان محتجزا في سجن ساسكس الأول الحكومي الأقصى بالقرب من وافيرلي في مقاطعة ساسكس بولاية فرجينيا التي تضم سجناء محكوم عليهم بالإعدام في فيرجينيا. في انتظار التنفيذ في ولاية فرجينيا في أغسطس 2005 تم تسليمه إلى مقاطعة مونتغومري بولاية ماريلاند لمواجهة الاتهامات هناك.
في 30 مايو 2006 وجدت هيئة محلفين في ماريلاند أن جون ألين محمد مذنب بست تهم تتعلق بالقتل في ولاية ماريلاند. في المقابل حكم عليه بالسجن لمدة ست سنوات متتالية دون إمكانية الإفراج المشروط في الأول من يونيو 2006. لم تتحرك أي من ولاية ألاباما أو أريزونا أو لويزيانا أو واشنطن لمحاكمة محمد نظرا إلى صدور حكم الإعدام عليه بتهمة القتل في ولاية فرجينيا. في عام 2006 اعترف مالفو بأن الثنائي قتلا أيضا 14 ضحية في ولاية كاليفورنيا وأريزونا وتكساس.
في 6 مايو 2008 كشف عن أن محمد طلب من المدعين العامين في رسالة لمساعدته على إنهاء الطعون القانونية في إدانته وحكم الإعدام «حتى يتمكنون من قتل هذا الرجل الأسود البريء». استند استئناف قدمه محامو دفاع محمد في أبريل 2008 إلى أدلة على تلف في الدماغ من شأنه أن يجعل محمد غير كفء لاتخاذ قرارات قانونية وأنه لا ينبغي أن يسمح له بتمثيل نفسه في محاكمة فرجينيا.
في 16 سبتمبر 2009 تم تحديد تاريخ إعدام محمد في 10 نوفمبر 2009.
في 9 نوفمبر 2009 رفضت المحكمة العليا للولايات المتحدة التماس محمد لإعادة النظر في حكم الإعدام.
كتب القاضي جون بول ستيفنز الذي انضمت إليه القاضيتان روث بادر غينسبورغ وسونيا سوتومايور رأيا منفصلا يشير إلى أن اندفاع فيرجينيا لتحديد موعد للإعدام «يسلط الضوء مرة أخرى على نزعة تنفيذ السجناء قبل أن يتم الانتهاء من عملية الاستئناف» القرار القاضي بعدم الاستماع إلى الاستئناف.

## القضية المدنية
في عام 2003 تم تسمية مالفو ومحمد في دعوى مدنية كبرى من قبل مشروع العمل القانوني لمركز برادي لمنع العنف المسلح نيابة عن اثنين من ضحاياهما الذين أصيبوا بجراح خطيرة وأسر بعض من قتلوا. على الرغم من أن كل من مالفو ومحمد كانا يعتقدان أنهما معوزان فقد ساهم المدمنون في إمداد مطلق النار من بول وشرقة بوشماستر للأسلحة النارية في تسوية قيمتها 2.5 مليون دولار خارج المحكمة في أواخر عام 2004.

## شهادة لي بويد مالفو
في محاكمة محمد في مايو 2006 في مقاطعة مونتغومري بولاية ماريلاند فإن لي بويد مالفو الذي يقضي حكما بالسجن مدى الحياة دون الإفراج المشروط عن دوره في إطلاق النار اتخذ موقف واعترف إلى نسخة أكثر تفصيلا من خطط الثنائي. اعترف مالفو بعد استشارة نفسية واسعة أنه كان يكذب في محاكمة فرجينيا السابقة حيث اعترف بأنه الرجل المحفز لكل إطلاق نار. ادعى مالفو أنه فعل ذلك في محاولة لإنقاذ محمد من حكم محتمل بالإعدام لأن مالفو باعتباره قاصرا لن يواجه عقوبة الإعدام. خلال يومين من شهادته حدد مالفو الجوانب التفصيلية لكافة عمليات إطلاق النار.
يتعلق جزء من شهادته بخطة محمد الكاملة. تألفت خطته من ثلاث مراحل في مناطق واشنطن العاصمة وبلتيمور. تتألف المرحلة الأولى من التخطيط الدقيق ورسم الخرائط وممارسة مواقعها في جميع أنحاء منطقة العاصمة. بهذه الطريقة بعد كل إطلاق النار فإنها ستكون قادرة على مغادرة المنطقة بسرعة على مسار محدد سلفا والانتقال إلى الموقع التالي. كان هدف محمد في المرحلة الأولى هو قتل 6 أشخاص بيض البشرة يوميا لمدة 30 يوما (180 في الشهر). وصف مالفو كيف أن المرحلة الأولى لم تسير كما هو مخطط لها بسبب حركة المرور الكثيفة وعدم وجود طرق لإطلاق النار و / أو التهرب بشكل واضح في مواقع مختلفة.
كان من المفترض أن تنفذ المرحلة الثانية في بالتيمور. وصف مالفو كيف كانت هذه المرحلة على وشك التنفيذ ولكنها لم تنفذ. المرحلة الثانية سوف تبدأ مع قتل امرأة حامل مع طلقة في البطن. كانت الخطوة التالية هي إطلاق النار على ضابط شرطة في مدينة بالتيمور وقتله. بعد ذلك وفي جنازة الضابط كانا سيقومان بتفجير عدة عبوات ناسفة مرتجلة مع شظايا. كان القصد من هذه التفجيرات قتل عدد كبير من الضباط الذين سيحضرون الجنازة.
كان من المقرر أن تجري المرحلة الثالثة بعد فترة وجيزة من المرحلة الثانية إن لم يكن خلالها. كان من المقرر أن ابتزاز عدة ملايين من الدولارات من حكومة الولايات المتحدة. سوف تستخدم هذه الأموال لتمويل خطة أكبر للسفر شمالا إلى كندا وإيقاف التواصل في جمعيات الشبان المسيحية ودور الأيتام التي تجند فتيان صغار آخرين لا يملكون انطباعا مع عدم وجود آباء أو توجيهات. اعتقد محمد أنه يمكن أن يكون بمثابة والدهم كما فعل مع لي بويد مالفو. بمجرد أن جند عددا كبيرا من الأولاد الصغار ووصل إلى كندا سيبدأ في تدريبهم. وصف مالفو كيف يزعم أن محمد يعتزم تدريب الشباب عهلى استخدام الأسلحة. بعد انتهاء تدريبهم كان محمد يرسلهم عبر الولايات المتحدة للقيام بعمليات إطلاق نار جماعي في العديد من المدن المختلفة تماما كما فعل في واشنطن العاصمة وبالتيمور.

## الإعدام
في 16 سبتمبر 2009 حددت قاضية محكمة مقاطعة الأمير وليام ماري جريس أوبراين تاريخ التنفيذ في 10 نوفمبر 2009 لمحمد. في 9 نوفمبر 2009 رفضت المحكمة العليا للولايات المتحدة الاستئناف في اللحظة الأخيرة. في 10 نوفمبر قبل ساعات من تنفيذ الحكم بالإعدام على محمد رفض حاكم ولاية فرجينيا تيم كين نداءات العفو التي قدمها محاموه.
بموجب قانون ولاية فرجينيا يسمح للسجين باختيار الطريقة التي سيتم بها وضعه بالإعدام إما الحقن المميت أو الصعق بالكهرباء. بما أن محمد رفض اختيار طريقة بموجب القانون تم اختيار طريقة الحقن القاتلة له. قدمت له الوجبة الأخيرة التي قبلها محمد حسب ما قال المحامي ج. ويندال غوردون لأسوشيتد برس أن وجبة محمد الأخيرة تتألف من «الدجاج والصلصة الحمراء و... بعض الكعك».
رفض محمد الإدلاء ببيان نهائي وبدأ التنفيذ في الساعة 9:00 مساء بتوقيت شرق الولايات المتحدة في مركز غرينزفيل الإصلاحي في مقاطعة غرينزفيل بالقرب من جارات في ولاية فيرجينيا. وفقا للبيان الرسمي للمتحدث باسم السجن بدأت عملية الحقن القاتلة الفعلية في الساعة 9:06 مساء بتوقيت شرق الولايات المتحدة. ثم أعلن أنه مات في الساعة 9:11 مساء بتوقيت شرق الولايات المتحدة.
تم حرق جثته وأعطي الرماد لابنه في لويزيانا.

## الأعمال الفنية
- أدى شخصية محمد بوبي هوشيا في فيلم عام 2003: قناص واشنطن العاصمة: 23 يوم من الخوف.
- أدى شخصية محمد كين فوري في فيلم عام 2010: قناص واشنطن العاصمة.
- أدى شخصية محمد أيزيا واشنطن في فيلم عام 2013: الكابريس الأزرق.